# Monte Santo (Siligo)
Il monte Santo (in sardo monte Santu), noto anche come Monte Sant'Elies, è un monte situato nel Logudoro Meilogu, nella Sardegna nord-occidentale. La cima si innalza fino alla quota di 733 metri s.l.m..
È una mesa ed è una propaggine della catena del monte Pelau. La porzione più consistente del monte è collocata in territorio di Siligo tuttavia alcune parti appartengono ai comuni di Ardara, Bonnanaro e Mores, tutti nella provincia di Sassari.
Il geologo Giuseppe Pecorini notava che le emergenze topografiche maggiori del Meilogu (Monte Santo, Monte Pélau) sono derivate dall’attività vulcanica quaternaria che ha prodotto una morfologia vulcanica frammentaria e dispersa.

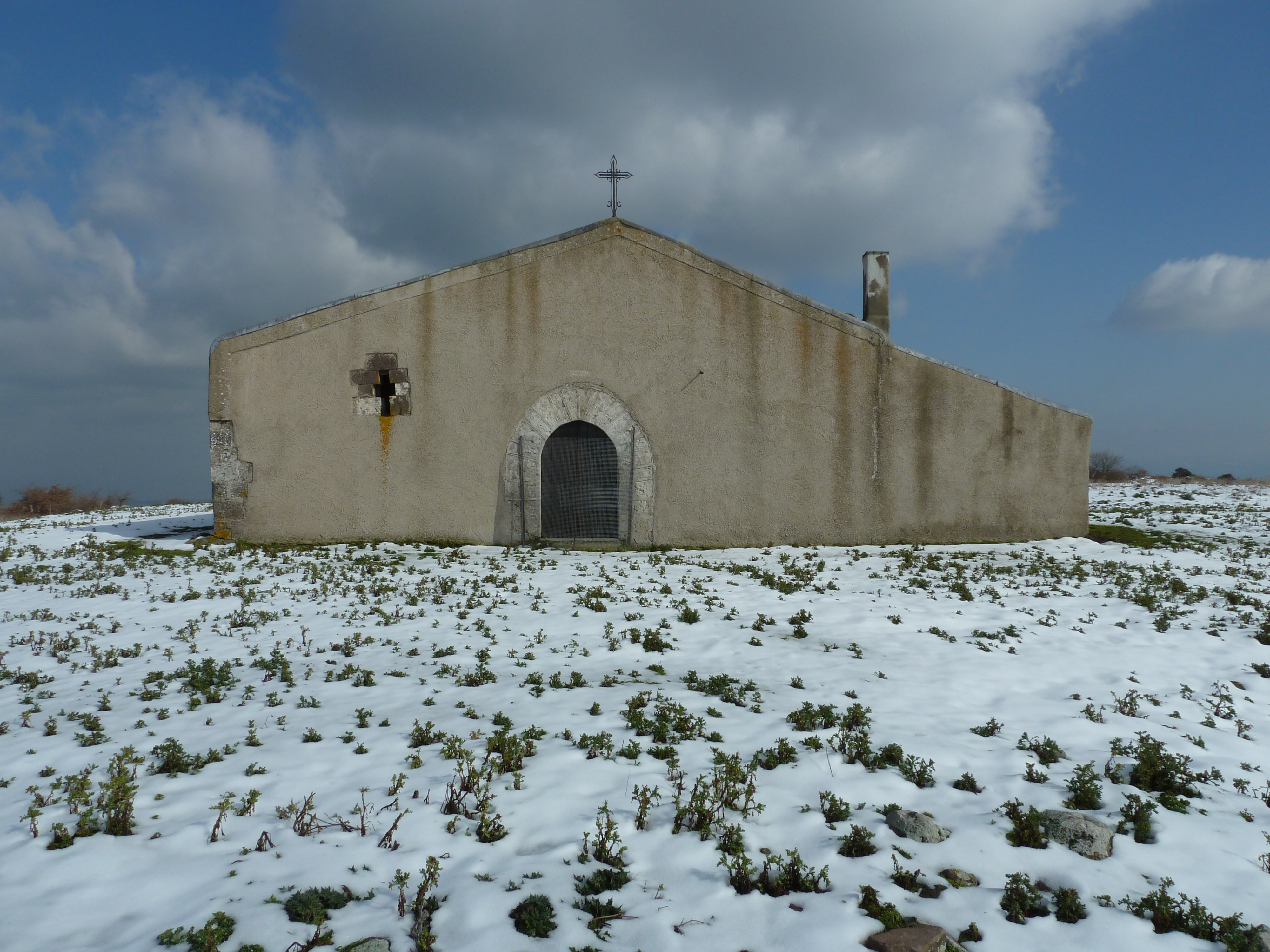
Chiesa dei Santi Elia ed Enoch

Sulla piana del monte si trova la chiesa dei Santi Elia ed Enoch, che, secondo alcune interpretazioni, compariva nell'elenco dei beni nell'atto di donazione, fatto a favore dell'abbazia di Montecassino, nell'XI secolo, dal judike Barisone I. Alle pendici del rilievo, nel versante di Mores, c'è un antico luogo di culto cristiano, noto con il nome di Crastu de Santu Liseu, che era stato ricavato, probabilmente in età protobizantina, riutilizzando un ipogeo preistorico.